# NGC 4108B
NGC 4108B је спирална галаксија у сазвежђу Змај која се налази на NGC листи објеката дубоког неба.
Деклинација објекта је + 67° 14' 8" а ректасцензија 12h 7m 11,6s. Привидна величина (магнитуда) објекта NGC 4108 износи 13,7 а фотографска магнитуда 14,3. NGC 4108B је још познат и под ознакама UGC 7106, MCG 11-15-25, CGCG 315-16, 7ZW 439, IRAS 12046+6730, PGC 38461.